# Il cammino della libertà
Il cammino della libertà (Sinhá Moça) è una telenovela brasiliana di produzione TV Globo, che l'ha trasmessa per la prima volta nel 1986. In Italia è stata dapprima programmata da Telemontecarlo, poi dalla RAI ma con un altro titolo, La padroncina.